# The Great Yokai War
Série
The Great Yokai War: Guardians
(2021)
Pour plus de détails, voir Fiche technique et Distribution.
The Great Yokai War (妖怪大戦争, Yōkai daisensō) est un film japonais pour enfants réalisé par Takashi Miike et sorti en 2005. Il est produit par Kadokawa Herald Pictures et constitue un remake d'une série de films produits en 1968 par la Daiei.

## Fiche technique
- Titre : The Great Yokai War
- Titre original : 妖怪大戦争 (Yōkai daisensō?)
- Réalisation : Takashi Miike
- Date de sortie :
  - Japon : 6 août 2005[1]

## Distribution
- Ryūnosuke Kamiki : Tadashi Ino
- Hiroyuki Miyasako : Sata le journaliste
- Chiaki Kuriyama : Agi
- Bunta Sugawara : Shuntaro Ino
- Kaho Minami : Youko Ino
- Etsushi Toyokawa : Yasunori Kato
- Kiyoshiro Imawano : le général Nurarihyon
- Mai Takahashi : Kawahime, la princesse de la rivière
- Masaomi Kondō : Shōjō
- Sadawo Abe : Kawataro, la fée de la rivière
- Takashi Okamura : Azuki-Bean Washer
- Naoto Takenaka : Abura-sumashi
- Kenichi Endō : Oh Tengu

## Yōkaiapparaissant dans le film
- Sunekosuri
- Kirin
- Bakeneko
- Noppera-bō
- Chochinobake
- Rokurokubi
- Mokumokuren
- Futakuchi-onna
- Hitodama
- Karakasa
- Nurikabe
- Yuki-onna
- Yôko
- Kyonshi
- Ookubi
- Bake-danuki
- Yama-uba
- Hitotsume-kozō
- Kappa
- Otoroshi
- Ohaguro-bettari
- Nuri-botoke
- Amazake-babaa
- Kejoro
- Wanyudo
- Kudan